# Pareidolie

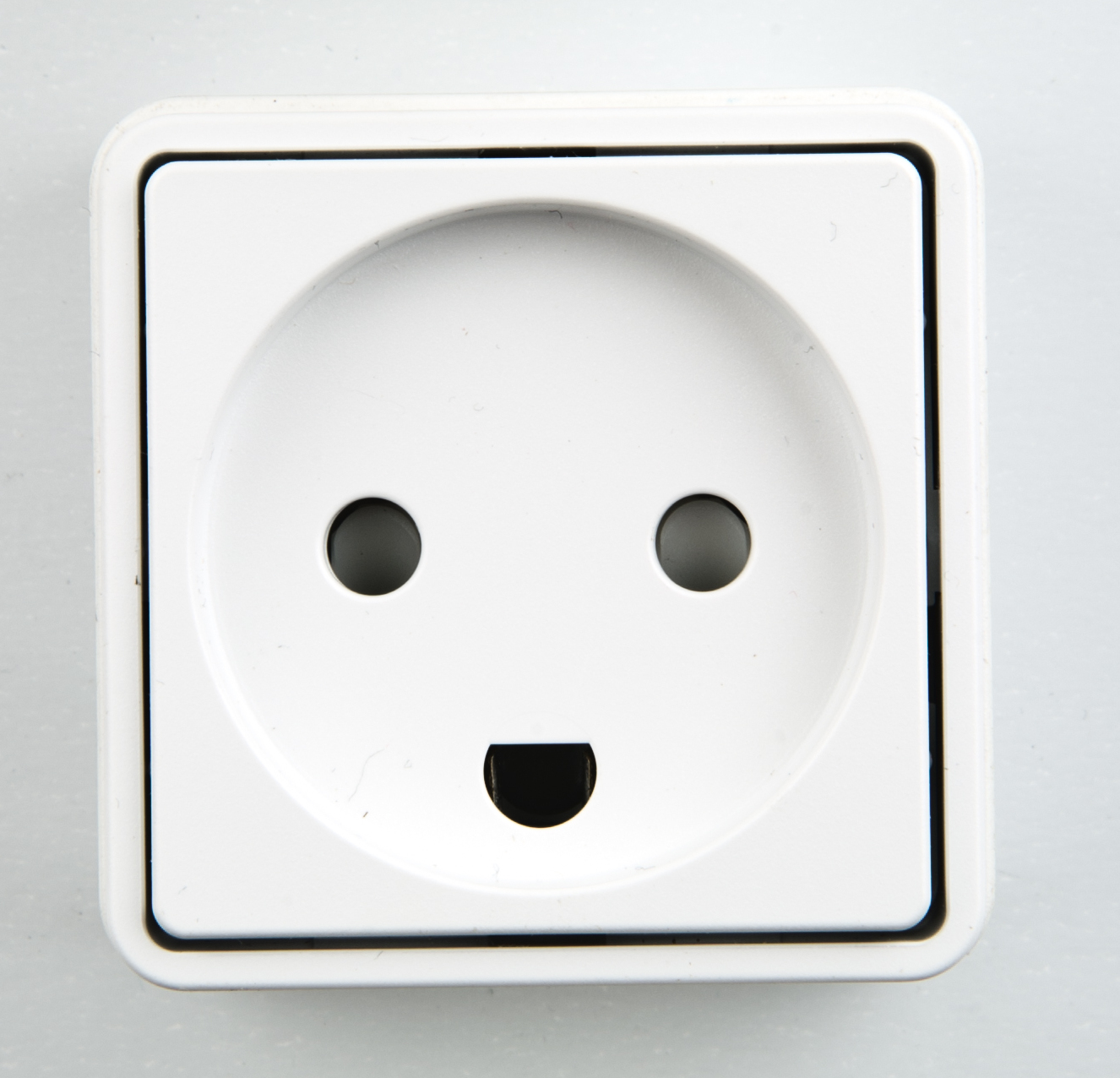
Die dänische Steckdose ähnelt einem fröhlichen Gesicht

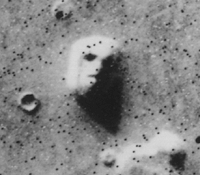
Das Marsgesicht

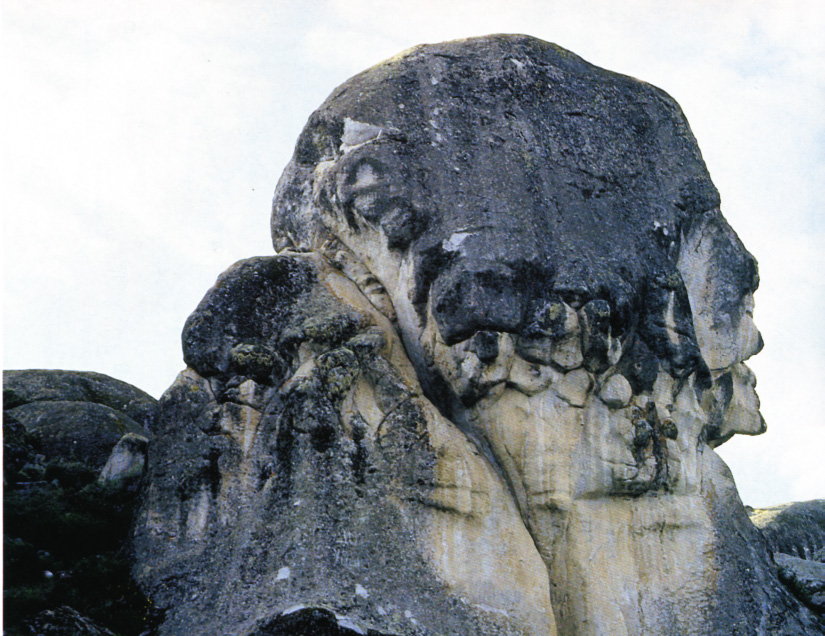
Steinkopf in Marcahuasi

Pareidolie (altgriechisch παρά para, deutsch ‚daneben‘, ‚vorbei‘ und εἴδωλον eídolon, deutsch ‚Form‘, ‚Erscheinung‘, (Trug-)Bild‘, ‚Schattenbild‘, theologisch auch ‚Götzenbild‘) bezeichnet das Phänomen, in Dingen und Mustern vermeintliche Gesichter und vertraute Wesen oder Gegenstände zu erkennen. Allgemeiner bezeichnet Pareidolie das Phänomen, ein in einem Bild erkanntes Muster auch auf andere Bilder so anwenden zu können, dass diese dem Muster nach ähnlich erscheinen. Bezogen auf zufällige Muster, kann Pareidolie als Variante der Clustering-Illusion aufgefasst werden.

## Beispiele
Bekannte Beispiele für Pareidolien sind unter anderem vorbeiziehende Wolken, deren Formen an alltägliche Dinge erinnern, aber auch Landschaftsformationen, wie das „Marsgesicht“ in der Cydonia-Region des Mars oder die Steinköpfe in Marcahuasi. Die Flecken des Erdmondes rufen ebenfalls Gestaltensehen hervor, wie das Mondgesicht oder den „Hasen im Mond“.
Im Jahr 2014 veröffentlichte die NASA ein mit „Hand of God“ (deutsch „Hand Gottes“) betiteltes Bild des Nebels PSR B1509−58, in dem sich eine Hand erkennen lässt.

## Ursache
Pareidolien sind das Resultat bewusst oder unbewusst hervorgerufener Fehldeutungen durch das menschliche Gehirn: Dieses neigt dazu, diffuse und scheinbar unvollständige Wahrnehmungsbilder und -strukturen zu vervollständigen und vertrauten Mustern und Formen anzugleichen. Dabei scheinen die Art und Gestalt der Trugbilder von der Erwartung des Gehirns abzuhängen.
Pareidolien unterscheiden sich von Apophänien und insbesondere von Halluzinationen dadurch, dass sie zum einen willentlich gesteuert werden können, und zum anderen auch dann nicht verschwinden, wenn man das vermeintliche Gesicht bzw. Objekt angestrengt beobachtet. Außerdem kann insbesondere eine natürliche Pareidolie (Wolke, Landschaftsformation, Felsformationen) in der Regel von mehreren Personen gleichzeitig wahrgenommen werden.

## Apophänie
Die Apophänie ist eine Unterform der Pareidolie und etwas eingegrenzter als diese. So beschränkt sie sich auf deren Aspekt, in eine Zufallsstruktur etwas „hineinzusehen“. Demgegenüber beinhaltet die Pareidolie auch die (aktiv) „gesuchten“ Wahrnehmungen.

## Pareidolie in Kunst und Literatur
Bereits im 15. Jahrhundert sprach Leonardo da Vinci davon, wie verwitterte, fleckige oder nasse Mauern ihn inspirierten, und regte an, der Betrachter solle Berge, Ruinen, Figuren und ganze Schlachten bei ihrem Anblick erfinden. Den gleichen kreativen Impuls nutzte auch der englische Landschaftsmaler Alexander Cozens mit seiner Blot-Methode. Seine Zeichenschüler sollten Tinte über ein zerknittertes Papier laufen lassen und von der Struktur, die sich aus dieser Technik ergab, Landschaften herausarbeiten. Auch der deutsche Arzt Justinus Kerner nutzte im 19. Jahrhundert die Pareidolie für seine „Klecksographie“; in zufällig entstandenen Tintenklecksen „fand“ er Gestalten, meist geisterhafte Wesen, die er manchmal mit wenigen Federstrichen deutlicher hervorhob.
Im Kinderbuch Hannes und sein Bumpam, von Mira Lobe, erschienen 1961, sieht das Kind Hannes in Wolken und dem Putz von Hauswand Tiere und Figuren. Figuren aus gerissenem Buntpapier von Susi Weigel bebildern das Buch. Hannes bezeichnet ein imaginiertes, von ihm aus Papier gerissenes Tier, das auf allen Vieren geht Bumpam.
Der Kunsthistoriker Dario Gamboni zeigt in seiner Studie Potential Images (2002), dass latente oder – wie er es nennt – „potentielle“ Bilder in der europäischen Kunstgeschichte seit der Renaissance Bestandteil der künstlerischen Praxis und Theorie sind. Besonderes Gewicht legt er auf die Zeit von 1880 bis 1920.